# Aurach (Ager)
Die Aurach ([ˈaʊ̯ʁax] ) ist ein Nebenfluss der Ager in Oberösterreich.

## Flussverlauf
Die Aurach entspringt im Hochleckengebiet des Höllengebirges und fließt durch das waldreiche Aurachtal, das sich durch die Gemeindegebiete von Altmünster (Neukirchen, Reindlmühl, Finsterau) und Pinsdorf (Kufhaus) zieht. Nahe dem Ort Pinsdorf verlässt sie das Aurachtal und fließt weiter durch das Alpenvorland über Aurachkirchen, bis sie zwischen Wankham und Sicking (Gemeinde Desselbrunn) in die Ager mündet.
Die Aurach ist nicht zu verwechseln mit der Dürren Aurach, die annähernd parallel fließt und nur wenige Kilometer flussaufwärts in die Ager mündet.

## Zuflüsse
Auf dem Gebiet der Gemeinde Pinsdorf wird die Aurach von mehreren kleinen Zuflüsse gespeist:
- Wolfsbach
- Viehbach
- Steinbach
- Luderbach
- Groissbach

Auf dem Gebiet der Gemeinde Altmünster, der Katastralgemeinde Reindlmühl, wird die Aurach gespeist von:
- Dambach
- Dauerbach
- Wessenaurach
- Haunstielbach
- Klingbach

## Ökologie
Im obersten Abschnitt verläuft die Aurach im Wald, ansonsten durch grünlandwirtschaftlich
genutztes und besiedeltes Gebiet. Im Siedlungsgebiet ist sie hart verbaut. Außerhalb der Siedlungen findet sich über weite Strecken ein Uferbegleitgehölz, das aber meist nur sehr schmal ausgebildet ist. Es besteht vorwiegend aus Eschen, Weiden, Schwarz-Erlen, Berg-Ahorn, Holler, Berg- und Flatterulmen sowie Gemeiner Hasel. Bei Ritzing geht der Ufergehölzsaum in einen größeren Auwaldbereich über.
Die Aurach weist im gesamten Verlauf Gewässergüteklasse I bis II auf.

## Name
Die Aurach wird erstmals 1130 als de Urahe erwähnt. Der Name setzt sich aus ahd. aha (Ache) und ûr(o) (Auerochs) zusammen, bedeutet also so viel wie „Bach, an dem Auerochsen weiden“.